# 836 هـ
836 هـ هي سنة في التقويم الهجري امتدت مقابلةً في التقويم الميلادي بين سنتي 1432 و1433.

## مواليد
- أحمد بن ماجد